# Synodus binotatus
Anoli à deux taches, Poisson-lézard à deux taches
Espèce
Statut de conservation UICN

 LC  : Préoccupation mineure
 2 mars 2015 
Synodus binotatus, l’Anoli à deux taches ou Poisson-lézard à deux taches, est une espèce de poissons de la famille des Synodontidae.

## Systématique
L'espèce Synodus binotatus a été décrite pour la première fois en 1953 par l'ichtyologue américain Leonard Peter Schultz (d) (1901–1986),.

## Distribution
Cette espèce se croise dans la zone intertropicale, dans les océans Indien et Pacifique, plus particulièrement le long des côtes orientales de l'Afrique, des côtes des Philippines, du Tonga et de Tahiti.

## Description
Synodus binotatus peut mesurer jusqu'à 18 cm, mais dont la taille moyenne se situe plutôt aux alentours des 10 cm.
Cette espèce se trouve principalement à le plancher océanique près des côtes, à des profondeurs variant généralement de 1 à 10 m, bien qu'elle puisse être trouvée jusqu'à 88 m.

## Étymologie
Son épithète spécifique, binotatus, composée de bi, deux et notatus, noté, fait référence à la présence de deux taches noires sur le bout de son nez.

## Publication originale
- (en) Leonard P. Schultz, « Fishes of the Marshall and Marianas Islands, vol. 1 », Bulletin - United States National Museum, Washington, no 202,‎ 1953, p. 1–685, 74 plates, 90 figures (ISSN 0362-9236, OCLC 1284235, BNF 37329489, DOI 10.5479/SI.03629236.202.1, lire en ligne).